# Маньонкур
Маньонку́р (фр. Magnoncourt) — коммуна во Франции, находится в регионе Франш-Конте. Департамент — Верхняя Сона. Входит в состав кантона Сен-Лу-сюр-Семуз. Округ коммуны — Люр.
Код INSEE коммуны — 70315.

## География
Коммуна расположена приблизительно в 310 км к востоку от Парижа, в 75 км севернее Безансона, в 32 км к северу от Везуля.
На юге коммуны протекает река Семуза.

## Население
Население коммуны на 2010 год составляло 432 человека.
| 1962 | 1968 | 1975 | 1982 | 1990 | 1999 | 2010 |
| ---- | ---- | ---- | ---- | ---- | ---- | ---- |
| 367  | 452  | 507  | 453  | 440  | 452  | 432  |

## Экономика

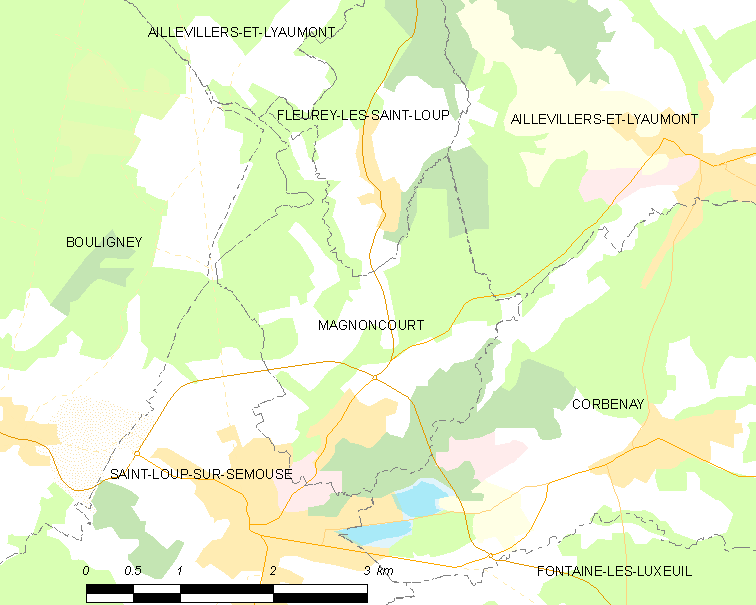
Карта коммуны

В 2010 году среди 270 человек трудоспособного возраста (15—64 лет) 195 были экономически активными, 75 — неактивными (показатель активности — 72,2 %, в 1999 году было 66,6 %). Из 195 активных жителей работали 169 человек (90 мужчин и 79 женщин), безработных было 26 (9 мужчин и 17 женщин). Среди 75 неактивных 18 человек были учениками или студентами, 29 — пенсионерами, 28 были неактивными по другим причинам.